# 萌萌侵略者 OUTBREAK COMPANY
《萌萌侵略者 OUTBREAK COMPANY》（日语：アウトブレイク・カンパニー 萌える侵略者）是由榊一郎所寫的日本輕小說作品。並由負責插圖。簡稱《OBC》。標题的“Outbreak”在本作中意味着具有爆发扩散性的感染力。單行本全18卷，並由尖端出版代理中文版。曾獲第一屆“店員最愛輕小說大賞”第7位。
自2012年11月起由作畫的漫畫在講談社的雜誌《good!Afternoon》連載。2013年10月3日开始在TBS電視台播放電視動畫。

## 劇情簡介
一切起因于富士树海的深处开了一个洞，而那个洞则与一个名为“艾尔丹特帝国”的异世界相连接。
单纯只是个高中辍学生的慎一，拥有轻小说作家的父亲和H-Game原画师的母亲，是一位血统纯正的御宅族。
他并没有什么特殊的才能，有的只是对“萌”的知识、见识与直觉。
而他現在卻必須去跟真正的異世界進行交易？沒錯，慎一被賦予的任務，就是「萌的傳教」！
於是，還搞不太清楚狀況的他，由本性有點腐的女性自衛官護衛，還跟半精靈女僕與美麗的幼女皇帝變得越來越熟。
而就在一切漸入佳境的時候，卻遇到恐怖分子！？

## 登場角色

### 主要人物
納慎一（配音：日：花江夏樹、內田真禮（幼年）／港：李凱傑、林芷筠（幼年））
本作主角。向青梅竹馬告白失敗之後，就在家裡擔任自宅警衛。經過一年這樣的生活後，因為雙親受不了而被逼迫在「回學校、就業、斷絕親子關係」中選擇一項，而結束了家裡蹲的生活。
現為綜合娛樂貿易商「安謬特克」的總負責人，並被半強制地（面試會場的飲料中被加了安眠藥）帶到艾爾丹特帝國。
相當精通御宅族的知識，無法原諒貶低御宅族文化的人。喜歡繆雪兒。最後跟佩特菈卡，繆雪兒結婚（佩特菈卡為第一夫人，繆雪兒為第二夫人）
繆雪兒·佛蘭（配音：日：三森鈴子／港：凌晞）
受神聖艾爾丹特帝國僱用，負責照顧慎一生活起居的女僕，16歲。
因本身是人類與精靈的混血兒，故在人類及精靈社會中總是備受歧視。
也因為這樣，平常會把身為精靈特徵的尖耳隱藏起來。最初在慎一面前也是刻意隱藏耳朵，但在慎一並沒有因為發現她是半精靈而責備她之後，在平日住的別墅就沒有刻意隱藏了。平常綁著雙馬尾，目前在宅邸有時也會綁馬尾，因為本來綁雙馬尾的用意就是要遮住耳朵。也因為家中情況複雜，和母親已經長年沒有見面。喜歡慎一，並對他存有仰慕的成分。
神聖艾爾丹特帝國最初通曉日語的人之一。最後成為慎一的第二夫人
佩特菈卡·安·艾爾丹特三世（配音：日：淵上舞／港：何寶珊）
神聖艾爾丹特帝國的皇帝，16歲。
體型嬌小，並有著人偶般的相貌。討厭被稱為「幼女」，被初次見面的慎一用這個詞稱呼時，氣得想將慎一斬首。
神聖艾爾丹特帝國最初通曉日語的人之一。對御宅族文化有興趣。喜歡慎一。最後成為慎一的第一夫人

### 日本
古賀沼美埜里（配音：日：內田真禮／港：張頌欣）
負責擔當慎一護衛的自衛隊女性自衛官，階級為一等陸士。
與慎一同樣是御宅族。腐女，會在腦內妄想慎一與迦流士間的感情交流。
的場甚三郎（配音：日：藤原啟治／港：朱子聰）
内閣府直轄的「極東文化交流推進局」局長。
總是瞇著眼睛並面帶微笑。
慎一在秋葉原面試時的面試官。
綾崎光流
日本政府派來艾爾丹特帝國的人物，常穿著女性角色扮演服裝的男性。
巴罕拉姆王國擄走慎一時原本是被日本政府派來接替慎一的工作，但在慎一平安回到神聖艾爾丹特帝國後以慎一助手的名義前來協助他。
納省吾
慎一的爸爸。筆名「菅野省吾」。
本身是輕小說作家。
納咲子
慎一的媽媽。H-Game的原畫師。
納紫月
慎一的妹妹。
加納家中唯一沒有御宅族嗜好的人，甚至討厭御宅族。雖然對於哥哥慎一的態度相當冷淡，但是在慎一失蹤時卻還是會關心他。
有賀禮人
內閣官房內閣情報調査室的官員，慎一被在日美軍綁架時曾與繆雪兒等人一起參與營救慎一的行動，之後慎一留在日本時也多次幫助他。
本身為重度御宅族，假日時會騎著痛車去秋葉原。

### 神聖艾爾丹特帝國

#### 皇城
迦流士·恩·克德巴爾（配音：日：三木真一郎／港：麥皓豐）
神聖艾爾丹特帝國的騎士，在騎士團中有著崇高的地位。慎一等人所使用的魔章指環即是以其名義發行。有BL的傾向，曾向美埜里借閱重口味的BL書。其實是佩特菈卡的表哥。
札哈爾宰相（配音：日：一條和矢／港：陳永信）
陪伴在佩特菈卡身邊的長者，負責處理經濟問題。
對於與日本之間的文化交流非常積極。

#### 學校
羅蜜妲·加爾德（配音：日：本多真梨子／港：劉惠雲）
在安謬特克設立的學校就讀的學生，矮人族少女。常與萊奕吵架。
萊奕·史禮臣（配音：日：高橋孝治／港：陳灝瑋）
在安謬特克設立的學校就讀的學生，精靈族少年。常與蘿妙妲吵架。
愛德華·迪多羅·貝迪尼（配音：日：山口立花子／港：成瑤孆）
在安謬特克設立的學校就讀的學生，年紀約十來歲，有著一頭金色捲髮。
羅倫·賽利歐茲
矮人族少女，在加爾德工廠工作，與羅蜜妲同年，並稱她為大小姐。
夏德
在安謬特克設立的學校就讀的學生，常與羅伊克一起玩耍。
遊玩過光流設計的成人遊戲後開始變得不去學校，並出現遊戲中毒的症狀。

#### 其他
布魯克·達爾文（配音：日：富田貴洋／港：馮志輝）
在慎一居住的房子擔任園丁及負責需要力氣的工作，蜥蜴人男性。
以前是神聖艾爾丹特帝國的士兵，由於立下了不少功績，使蜥蜴人的地位提升，因而在部族內有著「英雄布魯克」的稱號。
雪莉絲·達爾文
布魯克的妻子，蜥蜴人女性。
目前在慎一的宅邸擔任女僕。
艾理兆（配音：日：一條和矢／港：張方正）
憂國騎士團領導。

### 巴罕拉姆王國
愛比雅·哈納曼（配音：日：上坂堇／港：黃昕瑜）
狼人少女，18歲，三姊妹中排行最末，對於優秀的姊姊抱著複雜的情緒。
巴罕拉姆王國的間諜，由於做出在慎一居住的宅邸及學校外畫素描的可疑舉動而被自衛隊捉住。現在被慎一雇用，成為了學校的專屬畫師。
起初使用木炭畫圖，慎一給了繪圖工具後開始使用蠟筆。
阿瑪緹娜·哈納曼
三姊妹中的次女，隸屬於巴罕拉姆情報部的軍人。
吉吉蕾雅·哈納曼
三姊妹中的長女，與阿瑪緹娜同為軍人。
克拉拉·貝爾巴利思
阿瑪緹娜的部下，受阿瑪緹娜之命前去誘惑被巴罕拉姆王國俘虜的慎一。

## 出版書籍
由負責插畫。首卷由講談社於2011年12月2日經其講談社輕小說文庫發行，單行本全18卷+1卷外傳。
| 集數 | 講談社         | 講談社                 | 尖端出版       | 尖端出版               |
| 集數 | 發售日期       | ISBN                   | 發售日期       | ISBN                   |
| ---- | -------------- | ---------------------- | -------------- | ---------------------- |
| 1    | 2011年12月2日  | ISBN 978-4-06-375203-8 | 2012年12月2日  | ISBN 978-957-10-5029-4 |
| 2    | 2011年12月28日 | ISBN 978-4-06-375211-3 | 2013年3月8日   | ISBN 978-957-10-5157-4 |
| 3    | 2012年5月2日   | ISBN 978-4-06-375237-3 | 2013年5月10日  | ISBN 978-957-10-5242-7 |
| 4    | 2012年8月31日  | ISBN 978-4-06-375255-7 | 2013年10月25日 | ISBN 978-957-10-5345-5 |
| 5    | 2012年11月30日 | ISBN 978-4-06-375271-7 | 2013年12月13日 | ISBN 978-957-10-5432-2 |
| 6    | 2013年5月2日   | ISBN 978-4-06-375306-6 | 2014年7月4日   | ISBN 978-957-10-5623-4 |
| 7    | 2013年8月30日  | ISBN 978-4-06-375323-3 | 2015年5月7日   | ISBN 978-957-10-5969-3 |
| 8    | 2013年11月1日  | ISBN 978-4-06-375337-0 | 2015年11月16日 | ISBN 978-957-10-6210-5 |
| 9    | 2014年2月28日  | ISBN 978-4-06-375340-0 | 2016年5月12日  | ISBN 978-957-10-6561-8 |
| 10   | 2014年5月30日  | ISBN 978-4-06-375359-2 | 2017年1月12日  | ISBN 978-957-10-7142-8 |
| 11   | 2014年10月2日  | ISBN 978-4-06-375360-8 |                |                        |
| 12   | 2015年3月2日   | ISBN 978-4-06-381443-9 |                |                        |
| 13   | 2015年7月31日  | ISBN 978-4-06-381463-7 |                |                        |
| 14   | 2015年12月2日  | ISBN 978-4-06-381505-4 |                |                        |
| 15   | 2016年7月1日   | ISBN 978-4-06-381521-4 |                |                        |
| 16   | 2016年12月2日  | ISBN 978-4-06-381552-8 |                |                        |
| 17   | 2017年3月31日  | ISBN 978-4-06-381591-7 |                |                        |
| 18   | 2017年8月2日   | ISBN 978-4-06-381611-2 |                |                        |
| 外傳 | 2018年8月2日   | ISBN 978-4-06-512948-7 |                |                        |

### 漫畫
| 集數 | 講談社        | 講談社                 | 尖端出版      | 尖端出版             |
| 集數 | 發售日期      | ISBN                   | 發售日期      | EAN                  |
| ---- | ------------- | ---------------------- | ------------- | -------------------- |
| 1    | 2013年9月6日  | ISBN 978-4-06-387916-2 | 2014年5月15日 | EAN 471-770-226048-4 |
| 2    | 2013年10月7日 | ISBN 978-4-06-387925-4 | 2014年7月18日 | EAN 471-770-226049-1 |
| 3    | 2014年6月6日  | ISBN 978-4-06-387975-9 | 2015年5月8日  | EAN 471-770-226302-7 |
| 4    | 2015年1月7日  | ISBN 978-4-06-388027-4 |               |                      |

## 電視動畫
以《OUTBREAK COMPANY》為標題，2013年10月3日起在TBS電視台、每日放送、中部日本放送、BS-TBS播放。海外方面，台灣2013年10月11日起每周日晚上21:30分在i-Fun動漫台網路電視播放。中國於2013年10月3日起每周五凌晨04:00分在搜狐視頻網路電視播放。

### 製作人員
- 原作：榊一郎「萌萌侵略者 OUTBREAK COMPANY」（講談社輕小說文庫刊）
- 原作插畫、角色原案：Yuugen
- 監督：及川啟
- 系列構成：荒川稔久
- 角色設計：豆塚隆
- 主動畫師：枡田邦彰、清水祐實、村山公輔、山崎正和
- 色彩設計：岩井田洋
- 美術監督：池之上由紀
- 攝影監督：中村雄太
- 編輯：平木大輔
- 音響監督：榎本崇宏
- 音樂：井内啓二
- 音樂制作：波麗佳音
- 製片人：田中潤一朗、高取昌史、有本充利、新宿五郎、相田武一郎、
- 動畫製作人：瀧崎誠
- 動畫製作：feel.
- 製作：OBC製作委員会、TBS

### 主題曲
片頭曲
作詞、作曲：渡邊翔，編曲：增田武史，主唱：妙雪兒·芳蘭（三森鈴子）
片尾曲「我的寶石箱（私の宝石箱）」
作詞、作曲、編曲：，主唱：佩特菈卡·安·艾爾丹特三世（淵上舞）

### 各話列表
| 話數 | 日文標題 | 中文標題             | 中文標題               | 劇本       | 分鏡     | 演出              | 作畫監督                                                                    | 總作画監督                        |
| 話數 | 日文標題 | 木棉花               | J2                     | 劇本       | 分鏡     | 演出              | 作畫監督                                                                    | 總作画監督                        |
| ---- | -------- | -------------------- | ---------------------- | ---------- | -------- | ----------------- | --------------------------------------------------------------------------- | --------------------------------- |
| 1.   |          | 不知不覺來到異世界   | 不知不覺來到異世界     | 荒川稔久   | 及川啟   | 松下周平          | 佐藤篤志、枡田邦彰 村山公輔、清水祐實 佐藤元昭                              | 豆塚隆                            |
| 2.   |          | 萌萌女僕             | 萌萌的僕人             | 荒川稔久   | 及川啟   | 小林浩輔          | 小關雅                                                                      | 山崎正和 枡田邦彰                 |
| 3.   |          | 你的名字是侵略者     | 你的名字是侵略者       | 荒川稔久   | 佐野隆史 | 吉田里紗子          | 山村俊了、山本善哉                                                          | 清水祐實 枡田邦彰 山崎正和        |
| 4.   |          | 獸人間諜             | 獸耳諜影               | 大知慶一郎 | 及川啟   | 岩崎光洋 池端隆史 | 小澤圓、鐮田鈞 梶浦伸一郎                                                   | 村山公輔 山崎正和                 |
| 5.   |          | 果然是異世界         | 問題都來自異世界       |            | 及川啟   | 嵯峨敏            | 吉井碧、星野玲香 藤井結                                                     | 枡田邦彰 山崎正和 佐藤元昭        |
| 6.   |          | 足球……足球？         | 足球…足球？            | 大知慶一郎 | 高橋丈夫 | 小林浩輔          | 出野喜則、千葉充                                                            | 新田靖成                          |
| 7.   |          | Maid In Japan        | Maid in Japan 在日女僕 | 荒川稔久   | 及川啟   | 岩崎光洋          | 山本善哉、高原修司 川島尚、北村有幸 重本和佳子、金井裕子 辻上彩華           | 枡田邦彰 山崎正和 村山公輔 豆塚隆 |
| 8.   |          | 皇帝陛下的憂鬱       | 國王陛下的憂鬱         | 玉井豪     | 田所修   | 松下周平          | 山村俊了、近藤勇次 松本朋之                                                 | 豆塚隆 山崎正和 枡田邦彰          |
| 9.   |          | 泳裝默示錄           | 絕對泳服啟示錄         | 大知慶一郎 | 川崎逸朗 | 荒井省吾          | 佐藤元昭、藤井結 重本和佳子、北村友幸 佐藤篤志                              | 新田靖成                          |
| 10.  |          | 魔法少女佩特菈卡     | 魔法少女               | 荒川稔久   | 平川哲生 | 嵯峨敏            | 大村將司、佐藤元昭 藤井結、重本和佳子                                       | 枡田邦彰 村山公輔 山崎正和        |
| 11.  |          | 深藏不露地進行陰謀吧 | 沉靜深陰謀             | 玉井豪     | 田所修   | 柳瀨雄之          | 渡邊琉璃子、德田夢之介                                                      | 枡田邦彰 村山公輔 山崎正和        |
| 12.  |          | 攻擊侵略者！         | 攻擊侵略者！           | 荒川稔久   | 及川啟   | 松下周平 荒井省吾 | 山村俊了、北村友幸 藤井結、重本和佳子 村山公輔、山崎正和 枡田邦彰、佐藤元昭 | 豆塚隆 新田靖成                   |

### 播放電視台
日本深夜動畫：下文記載的日本国内播放時間使用日本標準時間（UTC+9）表示。因為部分時間标识會採用30小时制，因此請留意这类超过24:00的时间，其實際播放時間為翌日清晨。
| 播放地區   | 播放電視台   | 播放日期                 | 播放時間（UTC+9）         | 所屬聯播網          | 備註                                          |
| ---------- | ------------ | ------------------------ | ------------------------- | ------------------- | --------------------------------------------- |
| 關東廣域圈 | TBS電視台    | 2013年10月3日－12月19日  | 星期四 25時28分－25時58分 | 日本新聞網          | 製作局                                        |
| 近畿廣域圈 | 每日放送     | 2013年10月7日－12月23日  | 星期一 27時25分－27時55分 | 日本新聞網          |                                               |
| 中京廣域圈 | 中部日本放送 | 2013年10月10日－12月26日 | 星期四 26時38分－27時08分 | 日本新聞網          |                                               |
| 日本全國   | BS-TBS       | 2013年10月12日－12月28日 | 星期六 25時00分－25時30分 | 日本新聞網 衛星電視 |                                               |
| 日本全國   | NICONICO直播 | 2013年10月15日－12月31日 | 星期二 23時30分－24時00分 | 網路電視            |                                               |
| 日本全國   | NICONICO動畫 | 2013年10月15日－12月31日 | 星期二 24時00分 更新      | 網路電視            |                                               |
| 香港       | J2           | 2014年4月21日－7月7日    | 星期一 24時00分－24時30分 | 地面電視            | UTC+8 有字幕 雙語廣播 有重播 myTV提供14天重溫 |

### 藍光／DVD
| 卷數 | 發售日         | 收錄話         | 規格編號   | 規格編號   |
| 卷數 | 發售日         | 收錄話         | 藍光初回版 | DVD初回版  |
| ---- | -------------- | -------------- | ---------- | ---------- |
| 1    | 2013年12月18日 | 第1話－第2話   | PCXE-50331 | PCBE-54411 |
| 2    | 2014年1月15日  | 第3話－第4話   | PCXE-50332 | PCBE-54412 |
| 3    | 2014年2月19日  | 第5話－第6話   | PCXE-50333 | PCBE-54413 |
| 4    | 2014年3月19日  | 第7話－第8話   | PCXE-50334 | PCBE-54414 |
| 5    | 2014年4月30日  | 第9話－第10話  | PCXE-50335 | PCBE-54415 |
| 6    | 2014年5月21日  | 第11話－第12話 | PCXE-50336 | PCBE-54416 |

## 外部連結
- 輕小說文庫｜萌萌侵略者 | 作品介紹｜講談社コミックプラス （页面存档备份，存于） （日語）
- good!アフタヌーン｜萌萌侵略者 | 作品介紹｜講談社コミックプラス （页面存档备份，存于） （日語）
- 萌萌侵略者 漫畫版試讀｜アフタヌーン官方網站 （页面存档备份，存于） （日語）
- 萌萌侵略者 特設網站 （日語）
- 萌萌侵略者 官方網站｜TBS電視 （页面存档备份，存于）
- 萌萌侵略者 OUTBREAK COMPANY的X（前Twitter）